# فیلیپ سوپو
فیلیپ سوپو (به فرانسوی: Philippe Soupault) نویسنده، شاعر و روزنامه‌نگار قرن نوزدهم میلادی اهل فرانسه است. 	او یکی از بنیانگذاران سورئالیسم به همراه آندره بروتون است که با همکاری یکدیگر نشریه‌ای برای انتشار نوشته‌های سورئالیستی تاسیس کردند.
فیلیپ سوپو در جریان اشغال پاریس همزمان با جنگ جهانی دوم به امریکا رفت و در آنجا به تدریس پرداخت.
از برخی از آثار وی میتوان به :
همه‌چیز با هم در آخر دنیا (۱۹۴۷)
یادبودهای جیمز جویس (۱۹۴۵)
تصویرهای نیم‌رخ (۱۹۶۳)
برادران دوراندو (۱۹۲۴)
عصر آدمکش‌ها (۱۹۴۵)